# 皇家园艺学会

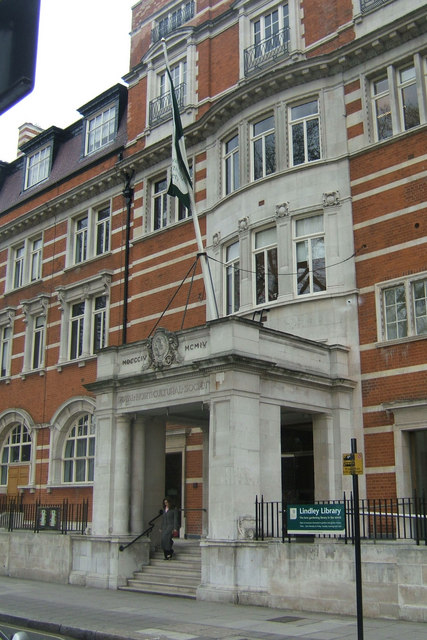
學會在文森特廣場的總部

皇家园艺学会（英語：The Royal Horticultural Society）是一个英国园艺学会。皇家園藝學會是優秀花園獎的頒發機構。

## 历史
1804年创办于英国伦敦，首任会长是托马斯·安德鲁·奈特。最初名为伦敦园艺学会（Horticultural Society of London）。1861年，其获得皇家特许，更改为现在的名称。皇家园艺学会是世界性的园艺组织，也是英国的慈善机构。其致力于推动园林与园艺的发展。

## 历任会长
伦敦园艺学会：1804年-1861年
- 1804–：理查德·安东尼·索尔兹伯里（首任学会秘书）
- 1811–1838：托马斯·安德鲁·奈特（首任会长）
- 1838–1858：第六代德文郡公爵威廉·卡文迪许
- 1858–1861：阿尔伯特亲王[2]

皇家园艺学会：1862年至今
- 1862–1883：Duke of Buccleuch[3]
- 1884–1885：Benjamin Thomas Brandreth-Gibbs爵士
- 1885–1913：Trevor Lawrence爵士[4]
- 1913–1919：Francis Grenfell, 1st Baron Grenfell[5]
- 1919–1928：Amelius Lockwood, 1st Baron Lambourne[6]
- 1928–1931：Gerald Loder, 1st Baron Wakehurst[7](11th President)
- 1931–1953：Henry McLaren, 2nd Baron Aberconway[8]
- 1953–1961：David Bowes-Lyon爵士[9]
- 1961–1984：Charles McLaren, 3rd Baron Aberconway[10]
- 1984–1994：Robin A.E. Herbert [11]
- 1994–2001：Simon Hornby爵士[12]
- 2001–2006：Sir Richard Carew-Pole, Bt[13]
- 2006–2008：Peter N. Buckley [14]
- 2009–2010：Giles Coode-Adams [15]
- 2010–2013：Elizabeth Banks[16]
- 2013–2020：Sir Nicholas Bacon, Bt
- 2020–现在：Keith Weed[17]